# Quintana de la Manyosa

La Quintana de la Manyosa, dins del terme de Granera

La Quintana de la Manyosa és un paratge del terme municipal de Granera, al Moianès.
Està situada en el sector central-septentrional del terme, al costat sud i sud-oest de la masia de la Manyosa. Es tracta dels camps de conreu immediats a una masia, en aquest cas la Manyosa. Queda a banda i banda, principalment a la dreta, del torrent de la Manyosa, en el vessant nord-oest de la Serra Pelada.
El Camí de Vila-rúbia hi fa tota la volta pel costat de ponent.